# My Hallelujah Song
My Hallelujah Song è un brano musicale della cantante country statunitense Julianne Hough, scelto come secondo ed ultimo singolo promozionale dal suo album d'esordio.

## Classifiche
| Classifica (2008)                | Posizione massima |
| -------------------------------- | ----------------- |
| U.S. Billboard Hot Country Songs | 44                |